# Hermas Brandão
Hermas Eurides Brandão (Campinas, 5 de maio de 1943) é um advogado, notário, empresário e político brasileiro.
Foi o governador interino do estado do Paraná, de 4 de setembro de 2006 a 31 de dezembro de 2006, quando o titular, Roberto Requião, licenciou-se.

## Biografia
Natural de Campinas, filho de Eurides Fioravante Brandão e Ercília Fioravante Brandão, seu pai era cartorário e foi vereador no município de Andirá. Casou-se com Ana Maria Martins, e juntos tiveram três filhos: Ana Cristina, Carla, e o deputado estadual Hermas Eurides Brandão Júnior. É também avô do deputado estadual Evandro Junior.
Formado em Direito pela Faculdade Brasileira de Ciências Jurídicas do Rio de Janeiro é empresário do ramo pecuário, foi, por longos anos, serventuário da justiça como titular do Cartório de Registro de Imóveis da Comarca de Andirá. Renunciou a titularidade do cartório, assim como desfiliou-se ao partido político em que permaneceu por anos, quando assumiu, em 2007, como conselheiros do Tribunal de Contas do Estado do Paraná (TCE).
Sua vida política iniciou-se na década de 1970, quando se elegeu prefeito de Andirá em 1976, assumindo em 1977 e permanecendo no cargo até 1982. Em 1983, assumiu uma das cadeiras da Assembleia Legislativa do Paraná (ALEP) como deputado estadual. Reelegeu-se para o mesmo cargo nas eleições de 1986, 1990, 1994, 1998 e 2002.
Foi secretário de Estado da Agricultura e Abastecimento do Estado do Paraná entre 1995 a 1998. Foi vice-presidente da Assembleia Legislativa entre 1993 e 1994, e no ano 2000 foi eleito Presidência da Assembleia Legislativa. Em 2002, foi reeleito Presidente da ALEP e manteve-se no cargo até 2006. Em setembro de 2006 Roberto Requião e o seu vice, Orlando Pessuti, se licenciaram do governo do estado, assumindo então Brandão, que estava como presidente do legislativo estadual. Na época, Brandão era filiado ao Partido da Social Democracia Brasileira (PSDB) e em seu lugar na Assembleia assumiu a presidência Pedro Ivo Ilkiv, do Partido dos Trabalhadores (PT).
Em março de 2007, assumiu o cargo de conselheiro do Tribunal de Contas do Estado do Paraná. Teve sua aposentadoria compulsória decretada em junho de 2013, ao completar 70 anos de idade.
Recebeu diversas homenagens, como os títulos de Cidadão Honorário de Maringá e de Cidadão Honorário de Curitiba.